# Tenuiphantes zimmermanni
Tenuiphantes zimmermanni es una especie de araña araneomorfa del género Tenuiphantes, familia Linyphiidae. La especie fue descrita científicamente por Bertkau en 1890.
La longitud del cuerpo del macho es de 2,0-3,1 milímetros y de la hembra 2,1-3,2 milímetros. La especie se distribuye por Turquía.